# Jonathan Ive
Jonathan Paul „Jony” Ive (ur. 27 lutego 1967 w Londynie) – brytyjski projektant i Główny Projektant (CDO) Apple Inc. Jest odpowiedzialny za projektowanie produktów, a także interfejs urządzeń. Jest głównym projektantem wielu produktów Apple’a, m.in.: MacBooka Pro, iMaca, MacBooka Air, iPoda, iPoda touch, iPhone’a, iPada, iPada mini, systemu iOS 7 oraz słuchawek AirPods. W 2019 roku odszedł z Apple na rzecz swojego własnego studia projektanckiego LoveFrom.

## Życiorys
Jonathan Ive urodził się w Chingford w Londynie. Jego ojciec był złotnikiem, który uczył w miejscowym college’u. „Jest doskonałym rzemieślnikiem. Pewnego razu jego prezentem świątecznym było zabranie mnie do jego pracowni w college’u. Tam pomagał mi zrobić wszystko, co sobie tylko wymyśliłem”.
Ive uczęszczał do Chingford Foundation School, później do Walton High School w Stafford. Kiedy wybrał Walton, stało się jasne, że odziedziczył po ojcu wiele technicznych i plastycznych zdolności. Po ukończeniu Walton, Ive studiował wzornictwo przemysłowe na Newcastle Polytechnic (obecnie Northumbria University).
Jonathana „rysowanie i robienie rzeczy” interesowało od 14. roku życia. Od zawsze myślał o projektowaniu, ale nie był pewien, czego konkretnie, ponieważ jego zainteresowania były bardzo wszechstronne – od mebli i biżuterii po statki i samochody. Jednak po spotkaniu różnych ekspertów w zakresie projektowania, Ive skupił się na projektowaniu produktów.
Odkrycie Macintosha firmy Apple po „poważnych problemach z komputerami” w późniejszych latach studiów było, jego zdaniem, punktem zwrotnym. Bojąc się bycia „technologicznym fajtłapą”, czuł, że doświadczenia użytkownika Apple’a były odstępstwem przy projektowaniu komputerów.

## Kariera
Po ukończeniu Newcastle Polytechnic, Ive stał się współzałożycielem agencji designu Tangerine. W 1992 został zatrudniony przez ówczesnego prezesa ds. wzornictwa przemysłowego Roberta Brunnera jako konsultant, a później na pełny etat. Zaprojektował drugą generację Newtona – MessagePad110. Starszym wiceprezesem ds. wzornictwa przemysłowego stał się w 1997 – po powrocie Steve’a Jobsa, a później kierował zespołem projektantów przemysłowych, spod których ręki wyszły najbardziej znaczące dla firmy urządzenia. Pierwszym przydzielonym Ive’owi projektem był iMac. Pomógł on utorować drogę dla innych projektów, np. iPoda czy później iPhone’a i iPada. Gdy strategią Jobsa stało się kładzenie dużego nacisku na wzornictwo, Ive podjął działania, by wysunąć Apple na prowadzenie tworząc serie produktów funkcjonalnie schludnych, przyjemnych dla oka i niepomiernie popularnych.
Prace i zasady Dietera Ramsa, głównego projektanta w firmie Braun w latach 1961–1995, były natchnieniem Ive’a. W filmie dokumentalnym Gary’ego Hustwita z 2009 roku pt. „Objectified”, Rams stwierdza, iż Apple to jedna z bardzo niewielu firm, której produkty są kierowane dziesięcioma zasadami dobrego designu Ramsa.
Ive posiada własne laboratorium z zatrudnionym przez siebie zespołem projektantów. Pracują oni przy muzyce DJ-a Johna Digweeda, bliskiego przyjaciela Jonathana. Większość pracowników Apple nie ma wstępu do laboratorium. Zgodnie z relacją zawartą w biografii Steve’a Jobsa, studio Ive’a wyposażone było w narzędzia do obróbki styropianu i urządzenia do drukowania, a okna były przyciemnione. Jobs powiedział Isaacsonowi: „Ma większe uprawnienia niż jakakolwiek inna osoba w Apple, z wyjątkiem mnie samego”. 29 października 2012, Apple ogłosiło, że „Jony Ive, obecnie lider działu Industrial Design będzie pełnił dodatkowo rolę dyrektora komórki Human Interface”. Podczas konferencji WWDC13, gdy zaprezentowano iOS7, Ive został ogłoszony głównym twórcą, a w Apple Press Info (zakładka „Informacje dla prasy” na polskojęzycznej stronie internetowej Apple’a) zaktualizowało nazwę jego stanowiska.
Steve Jobs powiedział o Ive’ie: „Jeśli miałbym wskazać mojego duchowego partnera w Apple, byłby nim Jony”.

## Wyróżnienia i zaszczyty

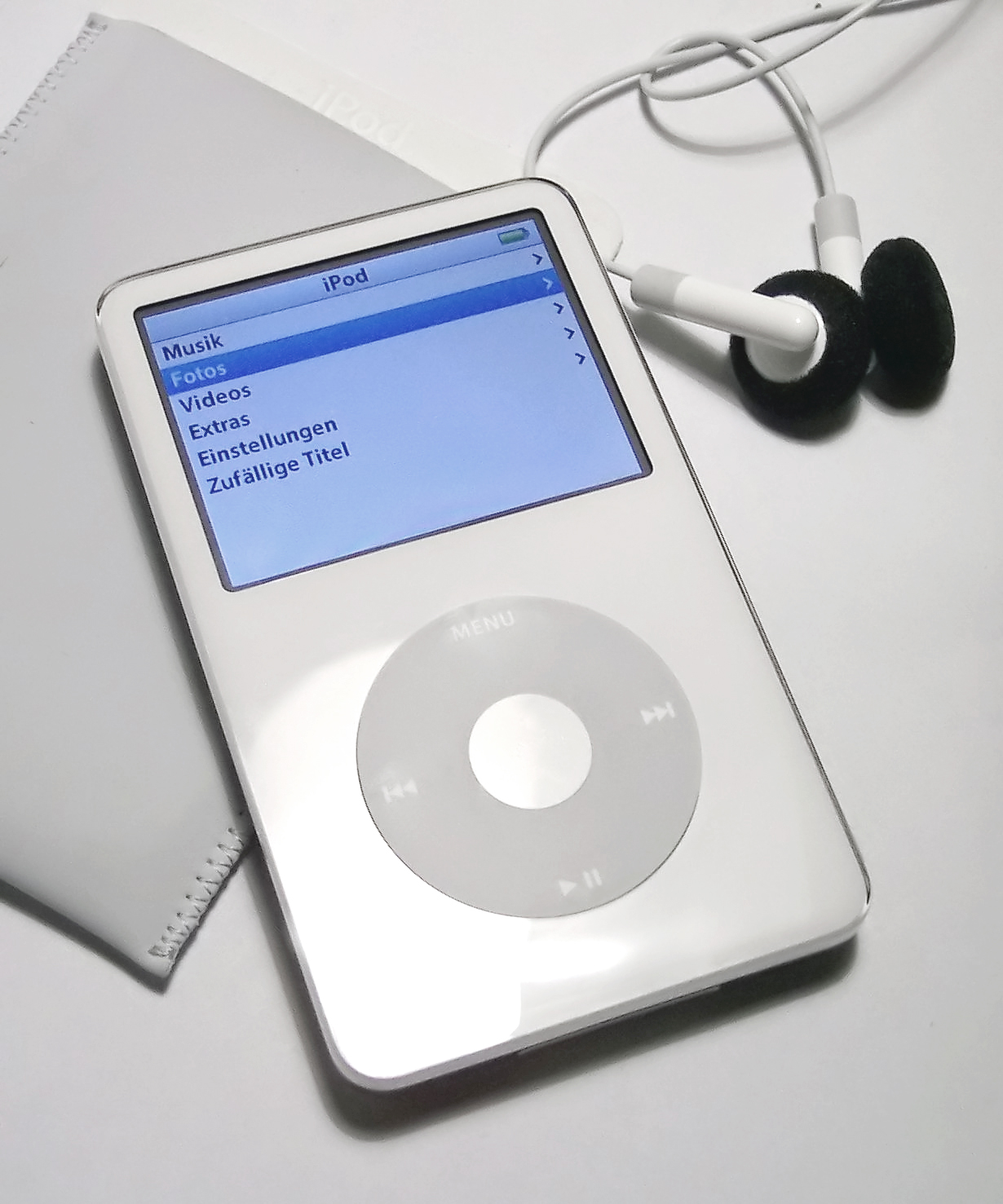
Piąta generacja iPoda, jednego z najbardziej rozpoznawalnych projektów Ive’a.

W 1999 Ive został umieszczony na liście TR35 czasopisma „Technology Review” wydawanego przez Massachusetts Institute of Technology jako jeden ze 100 najważniejszych innowatorów poniżej 35. roku życia.
W 2003 został zwycięzcą Designer of the Year Award (Nagrody Projektanta Roku) fundowanej po raz pierwszy przez Design Museum w Londynie.
W 2004 został przez BBC nazwany „Najbardziej wpływową osobą w kulturze brytyjskiej”.
27 listopada 2005 „The Sunday Times” nazwał Ive’a jednym z najbardziej wpływowych Brytyjczyków mieszkających poza granicami Wielkiej Brytanii: „Ive może nie jest najbogatszą czy najważniejszą postacią na tej liście, ale bez wątpienia jedną z najbardziej wpływowych, jako że jest projektantem iPoda”.
W wydaniu z 2006 roku miesięcznik Macworld umieścił zatrudnienie Ive’a w 1992 w Apple’u jako szóste na liście najważniejszych wydarzeń w historii tej firmy. W tym samym czasie Dan Moren, jeden z autorów magazynu MacUser, w marcu 2006 stwierdził, że w razie odejścia ze stanowiska dyrektora generalnego Apple’a Steve’a Jobsa Jonathan Ive byłby doskonałym kandydatem, by go zastąpić. Tłumaczył on, iż Ive „ucieleśnia to, za co Apple jest chyba najbardziej znane: design”. Mimo to Jobsa zastąpił Tim Cook, dotychczasowy dyrektor ds. operacyjnych.
W 2007, brytyjska edycja magazynu GQ nazwała Ive’a „Projektantem przemysłowym roku”. W tymże roku Jonathan Ive otrzymał również nagrodę National Design Award w kategorii wzór produktu za jego pracę przy projekcie iPhone’a.
W 2008 dziennik „The Daily Telegraph” umieścił go na 1. miejscu na liście „Najbardziej Wpływowych Brytyjczyków w Ameryce”. „Creativity Online” zawarł Ive’a na swojej liście „Creativity 50”. W tym samym roku otrzymał nagrodę MDA Personal Achievement Award za projekt iPhone’a.
W 2009 Ive otrzymał doktorat honoris causa college’u Rhode Island School of Design i uniwersytetu Royal College of Art. W tym roku również zajął 1. miejsce na liście „100 Most Creative People in Business” (100 Najbardziej kreatywnych osób w businessie) witryny Fast Company, The Daily Telegraph nazwał go drugim „Najbardziej wpływowym Brytyjczykiem w technice”, magazyn Forbes notował go jako drugiego „Najbardziej potężnego człowieka w technice”, a The Guardian nazwał go „wynalazcą dekady”.
W 2010 „Bloomberg BusinessWeek” zapisał go na liście „Najbardziej wpływowych designerów na świecie”, CNN Money nazwał go „najmądrzejszym projektantem” w swoim artykule „Najmądrzejsi ludzie techniki”. Ive’a notowano jako 18. na liście „The Vanity Fair 100” i jako 5. na liście „Najważniejszych naukowców brytyjskich” dodatku The Times Eureka, a magazyn Fortune uznał go za „Najbystrzejszego designera na świecie” przez jego pracę nad produktami Apple’a.
W 2011 „Daily Mail” scharakteryzował Ive’a okrzykując go „geniuszem designu”. Był również nominowany do nagrody British Inspiration Award.
W 2012 „Vanity Fair” umieściło go wraz z dyrektorem generalnym Apple’a Timem Cookiem na swojej dorocznej liście „New Establishment”.
W 2013 przyznano mu złote odznaczenie Blue Petera i został przez muzyka i aktywistę Bono wpisany na doroczną listę „The 2013 Time 100” magazynu „Time”.
Ive został odznaczony Komandorią Orderu Imperium Brytyjskiego (CBE) podczas 2006 New Year Honours za zasługi we wzornictwie przemysłowym. Podczas 2012 New Year Honours ranga tego odznaczenia została podniesiona do Kawalera Komandora (KBE) za „zasługi w projektowaniu i rzutkość”. Był pasowany przez księżniczkę Annę w Pałacu Buckingham podczas ceremonii w maju 2012. Ten zaszczyt opisał jako „absolutnie przyprawiające o dreszczyk emocji”. Stwierdził również, że był „i uniżony, i szczerze wdzięczny”.
W 2011 Jonathan Ive był spisanym wynalazcą 596 użytkowych i wzorniczych patentów.

## Życie osobiste
Jonathan Ive spotkał swoją żonę, Heather Pegg, w szkole średniej. Pobrali się w 1987; mają dwóch synów; aktualnie żyją w San Francisco.